# Riserva naturale della Madonna della Neve sul Monte Lera
La riserva naturale della Madonna della Neve sul Monte Lera è un'area naturale protetta, più precisamente una riserva naturale a gestione regionale, situata nei comuni di Givoletto e Varisella, Città metropolitana di Torino, in Piemonte. 
Comprende il versante orientale del Monte Lera.
L'area è inoltre nel Sito di interesse comunitario Madonna della Neve sul Monte Lera (cod. IT1110008).

## Territorio
La riserva naturale è stata istituita nel 1982, ed è amministrata dall'Ente di gestione delle aree protette dei Parchi Reali; include al suo interno la cappella dedicata alla Madonna della Neve, costruita nel 1855-1856 e che sorge a quota 1.211 sul crinale che divide la Val Ceronda dalla conca di Givoletto.
La riserva si estende su una superficie di circa 50 ha attorno a quota 1.200 m ed è nata per proteggere una delle pochissime stazioni note di un raro endemismo vegetale, Euphorbia gibelliana Peola.
Il tratto di cresta protetto dalla riserva si mostra piuttosto ampio e arrotondato; il substrato roccioso, composto da rocce ultrabasiche, è colonizzato da un bosco rado in cui predominano roverelle, tigli, betulle e noccioli.

## Flora

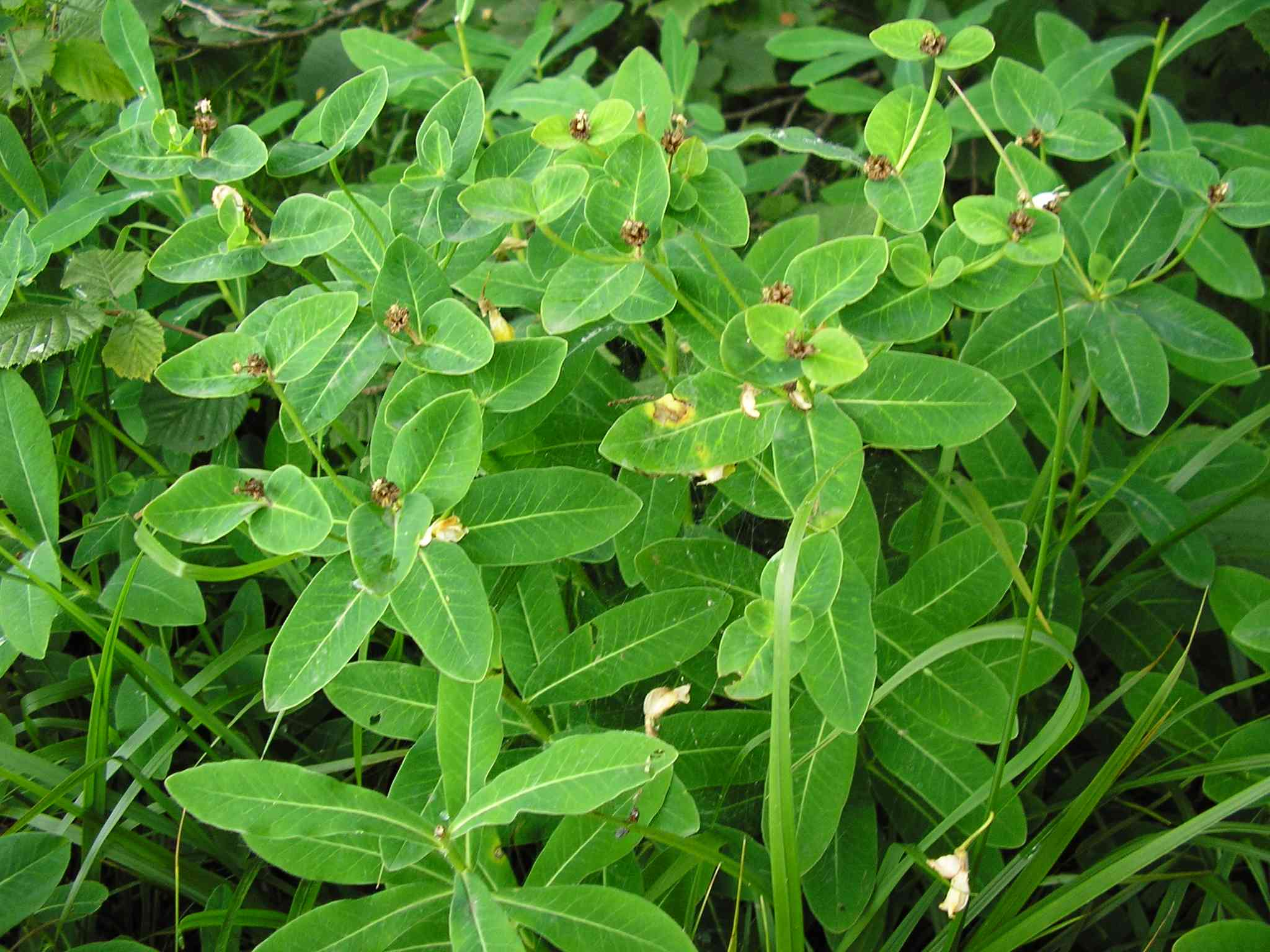
Euphorbia gibelliana

Euphorbia gibelliana, classificata nel 1892 dal botanico Paolo Peola come specie a sé stante, è oggi considerata come una possibile sottospecie di Euphorbia hiberna, peraltro piuttosto simile alla sottospecie Euphorbia hiberna subsp. canuti.
Le stazioni geograficamente più prossime alla riserva naturale in cui è possibile rinvenire Euphorbia hiberna subsp. canuti si trovano nelle Alpi Marittime.
La riserva non protegge solo la stazione di E. gibelliana ma vi si trovano, oltre alle radure a molinia che permettono la crescita della pianta, anche una fauna e una flora interessanti. La presenza del tiglio allo stato spontaneo è piuttosto rara in Piemonte, e sono presenti varie specie erbacee protette.

## Fauna
La fauna è quella tipica della zona: vi si trovano varie specie di uccelli e, tra i mammiferi, oltre a diversi roditori sono stati segnalati volpi, faine, donnole, puzzole e tassi.

## Tradizioni
Al culto della Madonna della Neve è legata la tradizionale processione del 5 agosto, nel corso della quale i fedeli salgono per sentiero alla cappella dal sottostante paese di Givoletto.

## Fruizione
L'accesso all'area protetta è libero. In particolare è possibile accedere sia dal versante di Varisella che da quello di Givoletto seguendo una rete di percorsi segnalati. I Parchi Reali organizzano almeno una volta all'anno, a maggio, periodo di fioritura dell'Euforbia, un'escursione guidata.